# Ottensener Eisenwerk

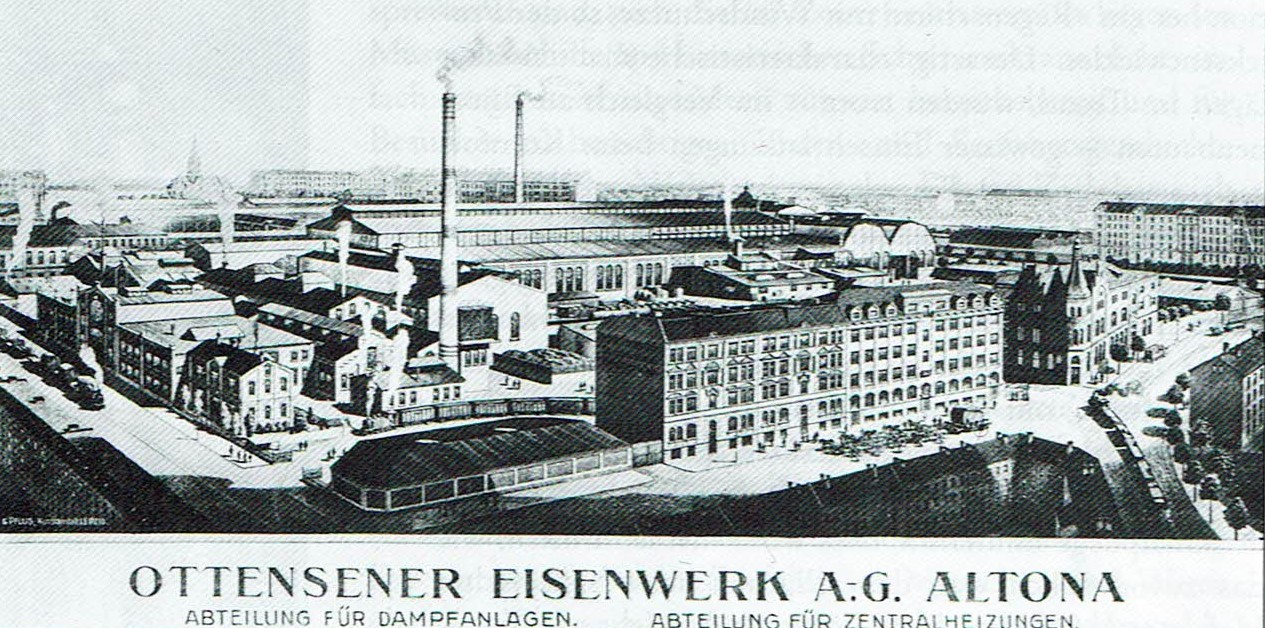
Ottensener Eisenwerk AG um 1900 in der Großen Brunnenstraße

Die Ottensener Eisenwerk AG (ursprünglich Pommée & Nicolay) war ein 1880 gegründetes deutsches Unternehmen. Es wurde 1953 von Willy Schlieker übernommen und Anfang 1959 zur Schlieker-Werft umfirmiert.

## Geschichte

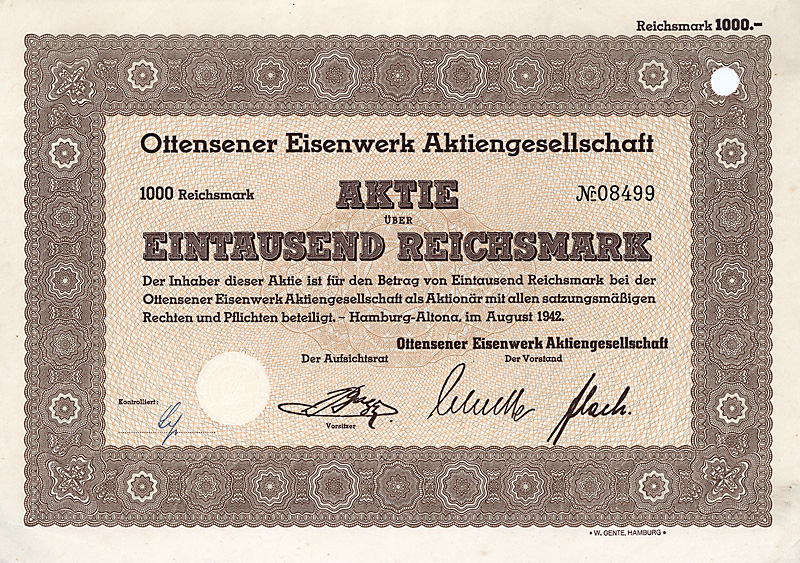
Aktie über 1000 RM der Ottensener Eisenwerk AG vom August 1942

Die Firma Pommée & Nicolay wurde 1880 als Kesselschmiede im damaligen Dorf und späteren Hamburger Stadtteil Ottensen bei Altona gegründet. Nach einem Wechsel der Teilhaber firmierte die Schmiede ab 1885 unter Pommée & Ahrens und mit der Umwandlung zu einer Aktiengesellschaft ab 1889 als Ottensener Eisenwerk vorm. Pommée & Ahrens. Die Fertigungen in der Maschinenfabrik und Gießerei umfasste Transmissionen, Dampfmaschinen, Dampfkessel und Pumpen. Die Fabrik erregte bald Aufmerksamkeit, weil es als erstes Unternehmen in Deutschland Schiffskessel mit ganzen geschweißten Feuerbüchsen herstellte. 1907 benannte sich das Unternehmen in Ottensener Eisenwerk Aktiengesellschaft um. Bis 1920 wurden zahlreiche Metallbetriebe in Ottensen und Hamburg übernommen, so die Ottensener Maschinenfabrik, Altona-Ottensen, und die Ottensener Maschinenfabrik, Hamburg.
1920 erwarb die Firma auf der Peute im Stadtteil Hamburg-Veddel, an der Müggenburger Schleuse, in Erbpacht ein Grundstück zur Errichtung einer Werft. Hier wurden Binnenschiffe und kleine Seeschiffe gebaut, dabei ergab sich eine gute Zusammenarbeit mit den anderen Werken des Unternehmens. Das Bauprogramm bestand vorwiegend aus Schuten, Barkassen, Motorschleppern, Motorfrachtern, Fischdampfern, Kümos, kleinen Fahrgastschiffen für die Hadag und einigen Minensuchern. 1921 hatten die Ottensener Eisenwerke etwa 1.000 Beschäftigte. Außerdem dem Stammwerk in der Großen Brunnenstraße mitten in Ottensen betrieb es eine Heizungsfabrik in der Holstentwiete und eine Schiffsmaschinenfabrik in der Schützenstraße im benachbarten Stadtteil Bahrenfeld. Die Fabrik war einer der großen Kunden der Ottensener Industriebahn. Die großen Schiffskessel waren vorher von bis zu 36 Pferden aus den Werken gezogen worden.
Ab 1929 kam es zu Stilllegungen und Verkäufen einzelner Betriebsteile. 1953 übernahm der Großindustrielle Willy Schlieker die Ottensener Eisenwerke und die Werft auf der Peute. Er erweiterte den Betrieb 1955 mit dem Ausbau einer Werft für den Großschiffbau auf Steinwerder. Ab 1959 firmierten die Betriebe des Unternehmens unter dem Namen Schlieker-Werft. 1962 geriet die Schlieker KG in einen spektakulären Konkurs; das Ottensener Eisenwerk bestand als von Banken und Stadt gegründete GmbH weiter. Das Hauptwerk in der Großen Brunnenstraße wurde verkauft und auf dem Grundstück wurden Wohnungen gebaut. Die letzten Fabrikanlagen in Ottensen wurden stillgelegt und nach Steinwerder neben der Großwerft Blohm & Voss verlegt und 1986 eingegliedert. Das Werk in der Schützenstraße zum Gewerbehof „Phönixhof“ umgenutzt.

## Bekannte Anwendungen
- Dampfkessel der Ottensener Werke wurden beispielsweise für Feuerspritzen-Gespanne der Firma Louis Tidow verwendet.[3]